# ويليام آرثر كوكرين
ويليام آرثر كوكرين هو شخصية أعمال كندي، ولد في 18 مارس 1926 في تورونتو في كندا، وتوفي في 6 أكتوبر 2017.